# Vallahnúkur
Vallahnúkur är en bergstopp i republiken Island. Den ligger i regionen Västlandet, 110 km nordväst om huvudstaden Reykjavík. Toppen på Vallahnúkur är 625 meter över havet, eller 180 meter över den omgivande terrängen. Bredden vid basen är 2,4 km.
Runt Vallahnúkur är det mycket glesbefolkat, med 2 invånare per kvadratkilometer. Närmaste större samhälle är Ólafsvík, nära Vallahnúkur. Trakten runt Vallahnúkur består i huvudsak av gräsmarker.